# Roman Abramovitch
Pour les articles homonymes, voir Abramovitch.
 (février 2015).
Roman Arkadievitch Abramovitch (en russe : Роман Аркадьевич Абрамович, transcription anglaise : Roman Arkadyevich Abramovich), né le 24 octobre 1966 à Saratov (URSS, aujourd'hui en Russie), est un homme d'affaires, oligarque et homme politique russo-israélo-portugais. Il est gouverneur du district autonome de Tchoukotka dans l’Extrême-Orient russe de 2000 à 2008.
En mai 2021, sa fortune est estimée par Forbes à 15,4 milliards de dollars et fait de lui la 124e personne la plus riche du monde.
Outre ses activités économiques, il est connu pour son rachat en juin 2003 du club de football Chelsea FC, et pour ses investissements dans le domaine culturel. Le Jerusalem Post l'a en outre qualifié de « méga philanthrope » et de « partisan ardent, de longue date, de la culture juive dans le monde ».
Selon Forbes, la fortune nette d'Abramovich était de 14,5 milliards de dollars américains en 2021. Abramovich s'est enrichi dans les années qui ont suivi la dislocation de l'URSS, obtenant des actifs appartenant à l'État russe à des prix bien inférieurs à la valeur marchande dans le cadre du programme controversé de privatisation des prêts contre actions de la Russie. Abramovich était un confident de l'ancien président russe Boris Eltsine et de l'actuel dirigeant Vladimir Poutine, qu'il aurait été le premier à présenter à Eltsine qui en fera son Premier ministre puis son successeur au Kremlin.
Depuis le début de la guerre, le propriétaire de Manchester City, le cheikh Mansour ben Zayed Al Nahyane (en), l'autorise pendant de longues périodes à stationner son Boeing Dreamliner, à Dubaï.

## Biographie
Sa mère, Irina Vasilievna Abramovitch née Mikhailenko, était professeure de musique. Elle est décédée quand Roman avait un an. Son père, Aron (Arkady) Abramovitch Leibovitch (1937−1969), travaillait au conseil économique de la république autonome des Komi. Il meurt alors que le garçon a trois ans, écrasé par une grue. Roman est alors élevé par son oncle, rescapé du goulag.
Les grands-parents maternels de Roman, Vassili Mikhailenko et Faina Borisovna Grutman sont originaires d'Ukraine. Au début de la Seconde Guerre mondiale, alors âgée de trois ans, Faina Borisovna Grutman fuit l'Ukraine envahie pour Saratov.
Les grands-parents paternels de Roman, Nachman Leibovitch et Toybe (Tatyana) Stepanovna Abramovitch, étaient des Juifs de Biélorussie qui déménagent en Lituanie après la révolution d'Octobre.
À l'arrivée du régime soviétique en Lituanie en 1940, conformément aux protocoles secrets du pacte germano-soviétique, beaucoup de familles considérées comme « bourgeoises » furent envoyées en Sibérie : ce fut le cas des grands-parents de Roman Abramovitch.
Après son service militaire, Roman Abramovitch intègre le prestigieux Institut du pétrole et du gaz de Moscou, qu’il abandonne pour se lancer dans les affaires. En 2000, il obtient un diplôme de pétrochimie et un diplôme de l’Académie de Moscou.
Roman Abramovitch est sensible aux questions relatives à la Shoah, c'est pourquoi il a décidé de faire planter 25 000 arbres à la mémoire des Juifs de Lituanie qui ont péri pendant la « Shoah par balles ». Il a également fait construire un mémorial virtuel qui permet aux Juifs du monde entier de partager l'histoire personnelle de leurs ancêtres en nommant un arbre et en incluant leur nom dans le mémorial.
Avec Michael Kadoorie et Jacob Safra, Roman Abramovitch est l'un des principaux bienfaiteurs de la communauté juive portugaise et du B'nai B'rith local.
Les dépenses d'Abramovitch en achats auprès de joueurs de football portugais sont élevées. Selon les comptes rendus des journaux, il a dépensé 165,1 millions d'euros au Portugal : 90,9 avec les joueurs du Benfica et 74,2 avec les joueurs du FC Porto.
En novembre 2017, son nom apparaît dans les révélations des Paradise Papers,.
Le 28 mai 2018, il obtient la nationalité israélienne, après des difficultés pour renouveler son visa au Royaume-Uni du fait des sanctions contre la Russie. Le 1er juin 2018, l'ambassadeur d'Israël en Russie confirme l'affirmation et déclare que Roman Abramovitch réside désormais en Israël. La même année, Abramovitch est devenu le citoyen le plus riche d’Israël, selon Forbes.
Alors qu'il fait partie des oligarques internationalement sanctionnés en 2022, Roman Abramovitch propose son aide au président ukrainien Volodymyr Zelensky. Début mars, il participe à des négociations avec les autorités russes. Le 3 mars, il est victime d'un empoisonnement chimique, ainsi que deux autres membres de la délégation ukrainienne,.
Fin décembre 2023, Roman Abramovich a fait don de huit millions de shekels à l’organisation israélienne bénévole ZAKA, qui collecte les restes et identifie les victimes d’attaques terroristes et de catastrophes. Malgré tout, la banque Mizrahi Tefahot a bloqué le transfert du don d'Abramovitch, expliquant que les actifs de l'homme d'affaires sont soumis à des sanctions de la part de l'Union européenne et du Royaume-Uni. En outre, il a été noté que Tel Aviv n'impose aucune restriction à Abramovitch ou à aucun des hommes d'affaires russes qui subissaient des sanctions occidentales. Roman Abramovitch et les avocats de ZAKA ont déposé un procès contre Mizrahi Tefahot. Il a été souligné qu'Abramovitch, citoyen israélien, a ouvert un compte à la banque il y a de nombreuses années, et l'argent qu'il avait l'intention de donner à ZAKA était sur ce compte depuis longtemps. Le 30 janvier 2024, Abramovitch gagne devant le tribunal de district de Tel Aviv dans cette affaire. Selon les médias, le juge du tribunal de district a ordonné à la banque de transférer son don sur le compte de l'organisation ZAKA.

## Activités économiques

### Secteurs d'action

#### Finance
La carrière de Roman Abramovitch commence en 1987 en qualité de mécanicien dans une entreprise du bâtiment de Moscou,. À partir de janvier 1989 jusqu'en mai 1991, il démarre ses activités commerciales en utilisant les réformes de la perestroïka du président soviétique Mikhaïl Gorbatchev qui autorise la création de petites entreprises privées, les coopératives. Il dirige une coopérative nommée « Ouïout » qui se spécialise dans la fabrication de jouets en polymères.

#### Pétrole et gaz
Avec la dislocation de l'URSS et la privatisation de l'économie au profit de la nomenklatura métamorphosée en oligarchie, Roman Abramovitch s’intéresse aux affaires boursières et devient opérateur de marché. Il figure parmi les premiers à s'intéresser à la vente de pétrole sans s'occuper de l'extraction, achetant le pétrole à des producteurs locaux au prix du marché domestique, puis le revendant à l'étranger grâce à une licence d'exportation.
En 1992, un juge de Moscou ordonne l'interrogatoire de Roman Abramovitch en se référant à l'article 90 du code criminel russe ; à cette époque, Abramovitch était en affaires avec une entreprise lettono-américaine. Il est accusé d'avoir détourné un train transportant des millions de litres de pétrole sur le trajet Oukhta-Moscou, ce train étant sous les ordres d'une entreprise qu'il dirigeait. Le train est retrouvé en Lettonie, et l'enquête révèle que ce pétrole était transporté à Riga grâce à de faux documents et destiné à être vendu sur place. Abramovitch est placé en garde à vue dans le cadre de cette affaire, puis est blanchi.
Par la suite, son intérêt pour les marchés financiers et le métier de courtier permet à Roman Abramovitch de s'enrichir progressivement et de se créer des contacts. Il fait notamment la connaissance de Boris Berezovski, rencontre qui se révèle être le tournant de sa carrière. Grâce aux contacts de Berezovski dans le monde des affaires et au sein du pouvoir, l'ascension des deux hommes est très rapide,.
Le 24 août 1995, selon un décret émis par le président Boris Eltsine, l'entreprise Sibneft est créée. Elle est destinée à devenir un acteur majeur dans le secteur des hydrocarbures en Russie. Le 11 octobre de la même année, les actifs de quatre entreprises étatiques de ce secteur d'activité sont transmis à Sibneft. C'est alors qu'Abramovitch et Berezovski profitent de la politique de privatisation d'entreprises publiques conduite sous la présidence de Boris Eltsine, notamment le programme public « prêts contre actions ». Celui-ci permettait à de grands banquiers d’acquérir de grandes entreprises à privatiser en échange du financement du budget de l’État.
Ils contactent le premier ministre russe pour l'inciter à fusionner plusieurs grands acteurs publics du pétrole de Russie en échange de la promesse que les oligarques soutiendraient la campagne électorale de son parti grâce à leurs atouts médiatiques et financiers (Berezovski, par exemple, contrôlait plusieurs grands médias russes dont la première chaîne ORT et le journal Kommersant). C'est donc grâce à ces procédés parfois opaques que les deux hommes se trouvent en position d'acheteurs lors de la privatisation de Sibneft, fin 1995. Ils emportent l'enchère pour environ 100 millions de dollars et contrôlent alors 49 % des parts de l'entreprise, le reste restant sous le contrôle de l'État. Par une série d'enchères successives, l'État revendra ensuite les 51 % restants. Abramovitch acquiert en tout près de 73 % des parts de Sibneft, après rachat des parts de Berezovski. Abramovitch acquiert ensuite des actifs dans l'aluminium achetés à des propriétaires privés et en fusionne le produit avec ceux d'Oleg Deripaska pour former Rusal, l'un des premiers producteurs mondiaux d'aluminium.
En avril 2003, une fusion est annoncée avec entre autres Sibneft et Ioukos, mais elle ne fut pas suivie d'effet à cause de l'affaire Ioukos. Le président de Ioukos de l'époque, Mikhaïl Khodorkovski, est arrêté et écroué par la suite pour vol par escroquerie à grande échelle et évasion fiscale en octobre 2003.
En septembre 2005, Roman Abramovitch vend sa participation de 72,7 % à Gazprom, pour un montant de 13 milliards de dollars. Des suspicions existent quant à l'hypothèse qu'Abramovitch aurait rétrocédé une bonne partie des gains de cette vente à l'État pour s'acheter ses faveurs.

#### Sidérurgie
En mai 2006, via sa holding Millhouse Capital, il achète 41 % de la société Evraz, l'un des trois premiers groupes sidérurgiques russes. Il confirme ainsi sa volonté d'investissement dans la métallurgie.
Fin 2006, il acquiert le groupe d'acier américain Oregon Steel via sa société Evraz pour 1,8 milliard d'euros. Cette transaction fait l'objet d'une enquête par le Trésor américain qui pourrait s'y opposer, notamment pour des raisons de protectionnisme économique.
En 2023, sa participation au capital d'Evraz est de 28,6 %.

### Fonds d'investissement

#### Millhouse Capital
En 2001, il fonde à Weybridge en Angleterre la société Millhouse Capital (en) spécialisé dans les investissements diversifiés (finance, industrie, pétrole…).
C'est via Millhouse Capital qu'il acquiert de nombreuses participations dans des sociétés pétrolières russes, dont notamment Rosneft, et devient également président de Sibneft.
En 2008, en raison de la crise économique et de la baisse en bourse des sociétés dans lesquelles il détenait des parts, il fait transférer les fonds et les compétences de sa société dans une autre nommée MHC Ltd.

#### Ervington Investments
Roman Abramovitch est également le fondateur d'Ervington Investments, une société de capital-investissement basée à Chypre. En 2022, elle avait 352 millions de dollars d'actifs.
Ervington est contrôlé par Norma Investments Limited, enregistrée aux îles Vierges britanniques et qui appartient à Roman Abramovitch.
Le 24 février 2022, le jour de l'invasion de l'Ukraine par la Russie, Norma Investments a transféré la propriété d'Ervington à Heathville Investments Limited qui est entièrement détenue par Eugene Tenenbaum, un associé de Roman Abramovitch qui a dirigé les sociétés d'Abramovitch, notamment Millhouse Capital, Evraz et Chelsea FC.
Tenebaum a déclaré que Norma Investments appartenait auparavant à une fiducie dont les membres de la famille Abramovitch étaient bénéficiaires, mais que le nouveau propriétaire était David Davidovitch, un proche associé d'Abramovitch.

## Carrière politique
En 1999, Roman Abramovitch est élu à la Douma en tant que représentant de la Tchoukotka, une région pauvre et peu peuplée de l'Extrême-Orient russe. Cette élection lui permet à la fois de bénéficier de l'immunité parlementaire et d'échapper à l'administration fiscale dans cette région quasi-désertique.
Le 24 décembre 2000, il est élu gouverneur du district autonome de Tchoukotka à plus de 90 % des voix, succédant ainsi à Aleksandr Nazarov. Par la suite, il investit des sommes d'argent considérables dans cette région, notamment en construisant ou en rénovant les infrastructures locales. Durant la première année de son mandat, à la suite d'une disette qui a réduit drastiquement le nombre de rennes dans la région, Roman Abramovitch en fait importer plusieurs milliers depuis la péninsule de Yamal directement par avion. On estime que fin 2007, ses investissements cumulés en Tchoukotka s'élevaient à un milliard de dollars. Il crée par ailleurs une organisation d'aide humanitaire, Pôle d'espoir (Polius Nadezhdy), pour aider la population de cette région très rude du fait des conditions climatiques.
En 2000, lorsque le pouvoir passe aux mains de Vladimir Poutine, Roman Abramovitch rentre dans son cercle de confiance et l'aide à choisir les membres de son cabinet. Lorsque le gouvernement traque les avoirs de Berezovski, Abramovitch rachète ses parts dans la chaîne de télévision ORT et les restitue à l'État russe.
Roman Abramovitch a déclaré en 2003 qu'il ne se présenterait pas pour sa réélection, considérant que le programme de développement de la Tchoukotka « se révélait très coûteux » et que cela « n'apportait pas de satisfaction ». Cependant, fin 2004, le président russe Vladimir Poutine change la loi en abolissant les élections directes au poste de gouverneur ; par la suite, le 21 octobre 2005, Abramovitch est nommé gouverneur pour un nouveau mandat.
En 2006, Roman Abramovitch se sert de ses pouvoirs de gouverneur pour venir en aide à l'explorateur Karl Bushby, menacé d'expulsion de la région pour avoir violé les frontières russes en traversant le détroit de Béring gelé d'Alaska vers la Sibérie dans sa tentative de tour du monde à pied.
En juillet 2013, il démissionne de son poste de président du parlement de la région autonome de Tchoukotka.

### Relations avec le Kremlin
La proximité de Roman Abramovitch avec Boris Eltsine et sa famille est établie : il est un proche de Tatiana Diatchenko (la fille de Boris Eltsine et sa conseillère lorsqu'il était président). Certains détails de cette relation ont été rapportés par le général Aleksandr Korzhakov dans sa biographie, où il décrit qu'Abramovitch était chargé des finances de la famille de Boris Eltsine.

## Carrière dans le sport

### Chelsea FC

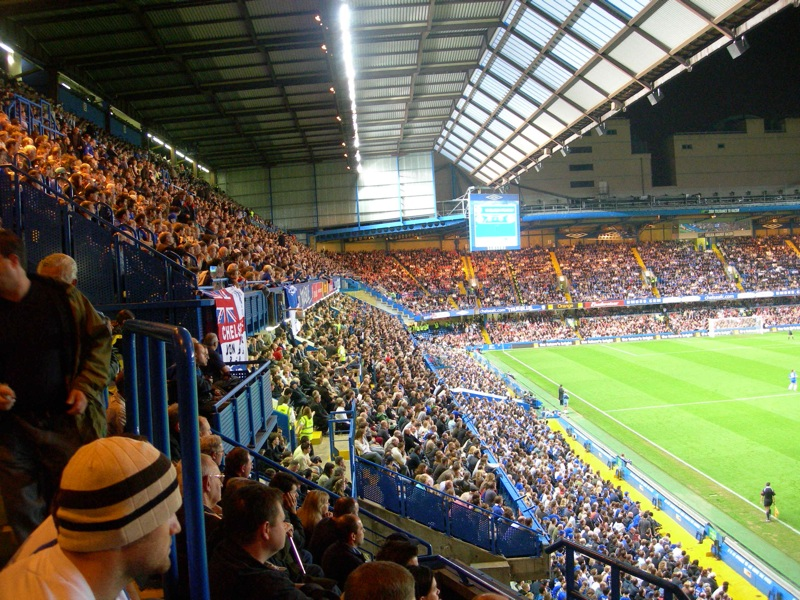
Stamford Bridge, le stade de Chelsea.

En juin 2003, il devient le propriétaire des entreprises qui contrôlent Chelsea Football Club au Royaume-Uni. Il avait visiblement exploré d'autres possibilités de rachat de clubs avant de s'installer à Chelsea, qui était financièrement vulnérable à cette époque. Il avait notamment songé à acheter le club de Tottenham.
Cette opération le met en évidence en Angleterre où les tabloïds surnomment le club Chelski en référence à la nationalité russe de l'investisseur. Dès lors que Roman Abramovitch prend le contrôle, il investit d'énormes sommes d'argent dans le club en épongeant la dette de départ de quelque 120 millions d'euros et en injectant des fonds supplémentaires pour les transferts de joueurs.
Les résultats ne se font pas attendre : Chelsea finit sa première saison sous l'ère Abramovitch comme deuxième du championnat d'Angleterre de première division. L'année suivante, il engage le jeune entraineur champion d'Europe en titre, José Mourinho. L'équipe remporte le championnat et se qualifie pour les demi-finales de la ligue des champions, se plaçant par conséquent parmi les équipes dominantes en Angleterre et en Europe. En 2008, Chelsea perd la finale de la ligue des champions contre Manchester United à Moscou. Le club s'est également lancé dans une campagne de développement commercial, avec l'objectif d'en faire une marque internationale.
À ce jour[Quand ?], l'investissement de Roman Abramovitch pour les transferts de joueurs s'élève à près de 400 millions d'euros. Certains soutiennent que les sommes engagées par Chelsea provoquent une certaine instabilité dans le marché des transferts en Europe, car sa fortune a permis à Abramovitch d'acheter des joueurs à volonté à des prix souvent très supérieurs à ceux du marché, sans égards pour les conséquences sur les finances du club. Cependant, dans une certaine mesure, ses dépenses ont permis une redistribution des richesses dans le championnat anglais : certains achats de joueurs ont même permis à un club comme West Ham United d'éviter les soucis avec l'administration du football anglais, voire la faillite, avec l'achat en 2003 par Chelsea de Glen Johnson et de Joe Cole pour un total de 19 millions d'euros.

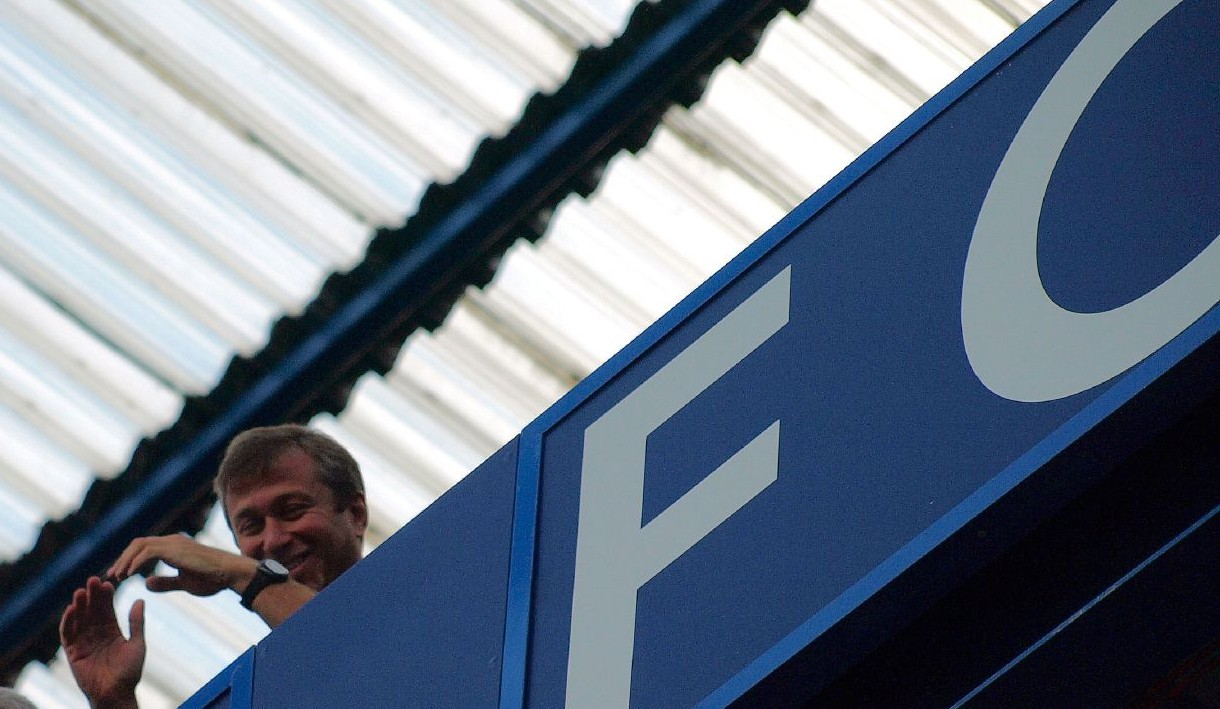
Abramovich à Stamford Bridge, le stade de Chelsea en 2008.

Le club n'a jamais dégagé de bénéfices (avant impôts) sauf en 2014. Sur son année fiscale 2005, Chelsea a par exemple enregistré des pertes de 180 millions d’euros.
Roman Abramovitch est aussi présent à presque tous les matchs joués par Chelsea et montre ses émotions durant les matchs, un signe montrant aux yeux des supporters son amour pour ce sport et visite les joueurs dans le vestiaire après chaque match. Ses investissements importants témoignent des énormes ambitions d'Abramovitch pour le club.

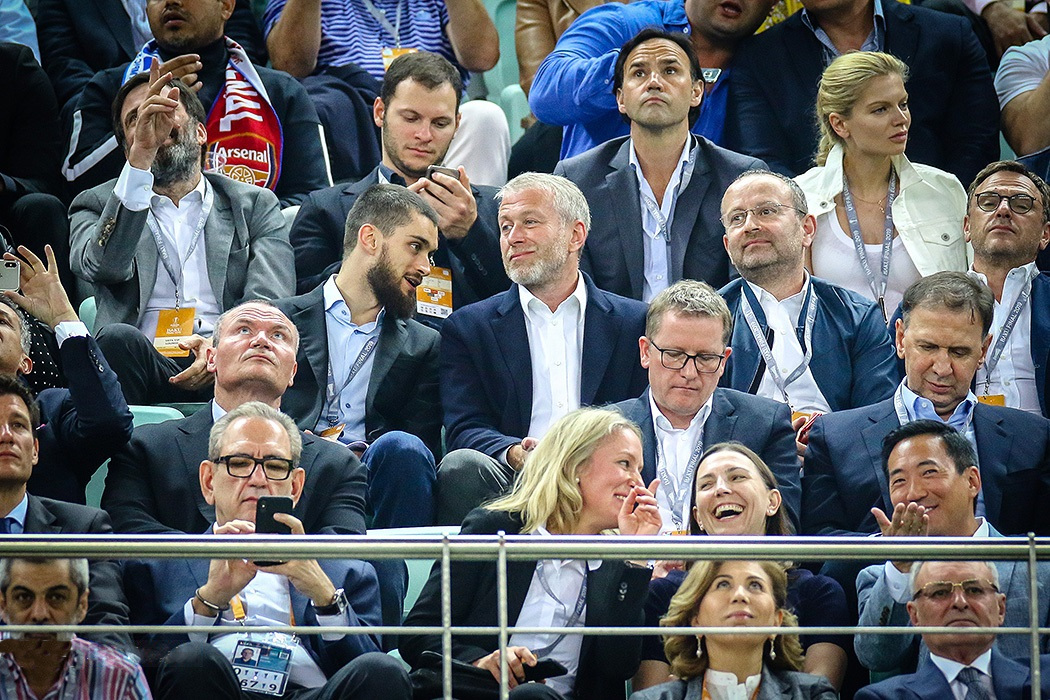
Abramovich en compagnie de son fils lors de la finale de l'Europa League, à Bakou, opposant Chelsea au rival Londonien, Arsenal.

En 2011, lors du mercato hivernal, Roman Abramovitch investit près de 83 millions d'euros dans son club pour l'achat de David Luiz ainsi que Fernando Torres (transfert de 58 millions d'euros), qui devient le joueur le plus cher de l'histoire de la Premier League et du mercato hivernal. Le 19 mai 2012 après une dizaine d'années où il a investi plus d'un milliard de sa fortune personnelle pour le club de Chelsea, Roman Abramovitch recueille le fruit de tous ses investissements: il parvient enfin à remporter le « Graal européen du football », la Ligue des champions, en battant aux tirs au but le FC Bayern de Munich donné largement vainqueur. Il réalise ainsi son rêve de toujours grâce à la génération talentueuse formée par Didier Drogba, Frank Lampard, John Terry et Petr Čech entre autres. En 2013, il fait revenir au club l'ancien entraineur à succès des Blues, José Mourinho, avec qui les relations s'étaient pourtant tendues en 2007. 2 ans plus tard, en 2015, Chelsea remporte un nouveau titre de champion d'Angleterre, le quatrième depuis 2003.
En 2018, confronté aux problèmes de racisme dans les rangs des supporters de Chelsea, Roman Abramovitch a souhaité, selon The Guardian, envoyer les supporters coupables de chants racistes visiter l'ancien camp d'extermination d'Auschwitz. La même année, il perd son visa britannique et ne peut plus se rendre au Royaume-Uni, en raison des problèmes politiques avec la Russie.
Le 29 mai 2021, Chelsea remporte sa seconde Ligue des Champions et Abramovich est présent pour la finale à Porto.
Le 8 juin 2021, le rapport de la League Anti Defamation "L'antisémitisme dans le football européen à la hausse" a déclaré que "L'expérience du propriétaire juif du Chelsea FC, Roman Abramovich, au cours des trois dernières semaines met en évidence le phénomène. Il a été à plusieurs reprises ciblé sur Twitter avec des propos grossiers, abus antisémite, avec des tweets lisant :
- Roman Abramovich est juif, arrêtez de soutenir Chelsea ;
- « Les Juifs dirigent vraiment le monde. J'ai été surpris d'apprendre que Roman Abramovich en est un » ;
- @premierleague Continuez à truquer les matchs pour le juif Abramovich ;
- « [L'entraîneur-chef de Chelsea Thomas] Tuchel n'est pas soutenu cet été. Il est allemand et Abramovich est un juif russe ;
- « Je vous garantis que [le joueur de Chelsea Timo] Werner marquerait 30 buts cette saison s'il ne savait pas que Roman Abramovich était juif ».

Selon ADL, « Abramovich est propriétaire du Chelsea FC depuis 18 ans. Le Chelsea FC a été une voix de premier plan dans le football européen contre l'antisémitisme, ayant dirigé des programmes d'éducation majeurs à la fois pour leurs fans et pour un réseau d'écoles que le Chelsea FC a adopté pour promouvoir son programme de lutte contre le racisme ».
Roman Abramovich, lui-même victime d'antisémitisme en ligne, a fait de la lutte contre l'antisémitisme et le sectarisme dans le sport et ailleurs, sa cible. En juillet 2021, le Chelsea FC et l'Anti-Defamation League se sont associés pour lutter contre le sectarisme. L'équipe et l'ADL travaillent déjà ensemble sur un programme anti-intolérance pour les enfants d'âge scolaire « No Place for Hate », « pas de place pour la haine ».
Dans la déclaration annonçant le partenariat, Bruce Buck, président du Chelsea FC, a fait allusion aux attaques antisémites en ligne contre Abramovich et aux attaques racistes contre les joueurs. La fondation de Chelsea financera l'expansion du Centre sur l'extrémisme de l'ADL – qui fournit des informations sur les activités extrémistes aux forces de l'ordre – et le travail de l'ADL avec le groupe britannique de suivi de l'extrémisme, l'Institute for Strategic Dialogue. BINAH Europe, une ressource destinée aux étudiants non juifs pour en apprendre davantage sur l'antisémitisme et l'identité juive, sera également financée.
Le propriétaire de Chelsea Roman Abramovich fonde un vaste programme en Israël afin de réunir des enfants juifs et arabes lors de sessions de formations de football. Plus de 1 000 enfants arabes et juifs seront réunis chaque année à travers le football, grâce à Chelsea qui finance l'ensemble de l'organisation et la formation des entraîneurs locaux par le staff du club. L'ensemble du programme Playing Fair, Leading Peace permet de faire tomber les préjugés et combattre la discrimination en mélangeant les communautés en Israël.
Le propriétaire des Blues a souvent été décrit comme un milliardaire russe après son rachat du club en 2003. Cependant, ces dernières années, après qu'il soit devenu citoyen israélien et qu'il ait lancé la campagne « Say No To Antisemitism », Dites non à l'antisémitisme via Chelsea, le fait qu'il soit juif a été révélé. Il a été soumis à des abus sans précédent sur les réseaux sociaux totalisant près de 3 000 messages en mai 2021, coïncidant avec l'antisémitisme et le racisme au Royaume-Uni, au milieu du conflit au Moyen-Orient.
Le directeur général de Kick It Out, Tony Burnett, a salué la position de Chelsea sur la lutte contre l'antisémitisme, promettant que l'organisation anti-discrimination cherchera désormais à suivre l'exemple des Blues. « Historiquement, il a été allégué que Kick It Out a été formé pour lutter contre le racisme contre les joueurs et les entraîneurs noirs. Nous avons examiné notre stratégie et réalisé que nous n'en faisions pas assez contre l'antisémitisme et nous avons réuni un groupe de parties prenantes avec une vaste expérience dans ce domaine ».
À l'échelle mondiale, il est connu comme le propriétaire du Premier League Chelsea Football Club, qu'il a utilisé pour motiver, éduquer et inspirer les fans à lutter contre le racisme haineux. Abramovich dirige et finance une campagne mondiale unique et complète, sous la bannière « Dites non à l'antisémitisme », dédiée à la sensibilisation aux méfaits de l'antisémitisme d'un point de vue éducatif. Le club travaille avec des personnalités et des autorités du monde entier pour aider à diffuser le message. Dans le cadre de cet effort, les joueurs, la direction, le personnel et les fans de Chelsea ont personnellement rencontré des survivants de l'Holocauste, ont rejoint la Marche des vivants et ont appelé à lutter de manière proactive contre l'antisémitisme. La campagne implique des partenaires tels que le Congrès juif mondial, l'ADL, le Holocaust Educational Trust, la Conférence des présidents des principales organisations juives américaines, le Musée juif, l'Imperial War Museum et la Royal Air Force.
En février 2022, à la suite de l'invasion de l'Ukraine par la Russie, plusieurs parlementaires britanniques estiment qu'Abramovich devrait être dépossédé de tous ses biens au Royaume-Uni, y compris Chelsea, en raison de sa possible proximité avec le président russe, Vladimir Poutine.

### CSKA Moscou
En mars 2004, Sibneft (dont il est président) donne son accord pour trois ans en tant que sponsor pour une somme d’environ 45 millions d'euros à l'équipe du CSKA Moscou. Bien que l'entreprise explique que la décision fut prise par l'ensemble de la direction, certains ont vu cet accord comme une réponse de Roman Abramovitch aux attaques venant de Russie, celles-ci considérant que l'achat du Chelsea FC était le témoignage de son manque de patriotisme. Son intérêt pour le CSKA Moscou était néanmoins limité du fait que les règles de l’UEFA empêchent une personne d'être le propriétaire de plus d'une équipe participant à des compétitions européennes de football.
Il a été blanchi après une enquête de l'UEFA sur un éventuel conflit d'intérêts. Il a été élu « personne la plus influente du football russe » par le magazine russe Prosport en juin 2004. En mai 2005, le CSKA Moscou gagne la coupe UEFA, devenant par conséquent la première équipe russe à avoir remporté une compétition de football européenne. En octobre 2005, Roman Abramovitch vend ses parts dans Sibneft, et le nouveau propriétaire de l'entreprise Gazprom qui sponsorise déjà le Zénith Saint-Pétersbourg annule l'accord (le Zénith remportera la coupe de l'UEFA 2008).

### Équipe nationale russe
Roman Abramovitch est également influent sur l'organisation de la sélection nationale russe. Il a joué un grand rôle dans la nomination de Guus Hiddink au poste d'entraîneur de la sélection nationale russe de football en 2006, et l'a personnellement rémunéré pour ce poste. Piet de Visser, un ancien recruteur du club de Hiddink (le PSV Eindhoven), et désormais assistant d'Abramovitch à Chelsea, a recommandé Hiddink qui est depuis entré en fonctions dans une équipe qui ne s'était pas qualifiée pour la coupe du monde de football FIFA 2006.

### Avangard Omsk
Roman Abramovitch possède aussi l'équipe de hockey sur glace de l'Avangard Omsk. En 2004, l'équipe remporte la Superliga, son premier titre au plus haut échelon russe. En 2005, l'Avangard remporte la Coupe des champions. Depuis 2008, le club évolue dans la Ligue continentale de hockey, une nouvelle compétition en Eurasie.

### Golf
Il est propriétaire via sa société Milhouse Capital de la gestion et de l’aménagement du golf de Skolkovo dans la banlieue de Moscou. Son fils Arkady y vient régulièrement pour jouer au golf.

## Famille, autres intérêts et activités
Roman Abramovitch se marie en 1987 avec Olga Yurevna Lysova, native d'Astrakhan, déjà mère d'un enfant issu d'un précédent mariage et plus âgée que lui de trois ans. Ils divorcent en 1989.
En 1991, il se remarie avec Irina Malandina, née en 1967, qui travaillait en tant qu'hôtesse pour Aeroflot. Il avait rencontré Irina en tant que passager lors d'un vol sur lequel elle travaillait. Le couple a cinq enfants : Anna (1992), Arkady (en) (1993), Sofia (1996), Arina (2001) et Ilya (2003). Ils divorcent en 2007.
Il épouse en 2009 l'héritière Dasha Joukova, ex-compagne du tennisman Marat Safin, avec qui elle était en couple (officiellement) depuis 2005. Ils ont deux enfants : un garçon, Aaron Alexander (né en décembre 2009), et une fille, Leah Lou (née en avril 2013). Ils divorcent en 2017.

### Fêtes de la Saint Sylvestre
En 2009, Roman Abramovitch a engagé Beyoncé, Gwen Stefani et Prince pour son réveillon de la Saint-Sylvestre dans son domaine sur l'île de Saint-Barthélemy dans les Caraïbes,. En 2011, il a embauché les Red Hot Chili Peppers afin qu'ils se produisent, pour la somme de 5 millions de livres sterling,. La performance des Red Hot Chili Peppers comprenait une apparition spéciale de Toots Hibbert de Toots and the Maytals. Parmi les invités de 2011 figuraient George Lucas, Martha Stewart, Marc Jacobs et Jimmy Buffett. Roman Abramovitch aurait dépensé £5 millions pour un total de 300 invités.

### Patrimoine
Roman Abramovitch disposait de 700 millions de dollars en Suisse chez UBS avant la guerre de 2022. Il a été placé sur la liste des personnes sanctionnées par la Suisse le 16 mars 2022.
Il a transféré plusieurs milliards de dollars à ses enfants pour tenter d'éviter les sanctions en représailles à l'invasion de l'Ukraine par la Russie en 2022. Dix trusts ont été réorganisés à cette fin début février 2022, pour une valeur d'au moins 4 milliards de dollars. Parmi ces actifs, figureraient également des propriétés immobilières, des yachts, des hélicoptères et des jets privés.

### Résidences et propriétés
Roman Abramovitch est le propriétaire de nombreuses maisons éparpillées de par le monde :
- une villa à Skolkovo dans la banlieue de Moscou (occupée par son fils Arkady) ;
- une villa à Tel Aviv (27 millions de dollars) qui devient à partir de 2019 sa résidence principale ;
- une villa à Herzliya d'une valeur de 55 millions de dollars, ce qui en fait la plus chère d’Israël[64] ;
- en France, le château de la Croë à Antibes (130 millions de dollars)[65] ;
- une villa à Londres à Kensington Palace Gardens (118 millions de dollars)[11],[66] ;
- toujours à Londres, un immeuble de 2 500 m2 sur 5 étages dans le quartier de Belgravia dans Lowndes Square (150 millions de dollars) ;
- sur l'île de Saint-Barthélémy dans les Caraïbes, une propriété de 70 hectares (90 millions de dollars) ;
- aux États-Unis, le chalet Wildcat Ridge sur les hauteurs de Snowmass Village, à proximité d'Aspen dans le Colorado (36 millions de dollars)[67] ;
- trois appartements à New York dans l'immeuble Berwind Mansion au 828 de la Cinquième Avenue (75 millions de dollars)[68] ;
- l'île de la Nouvelle-Hollande à Saint-Pétersbourg entièrement réaménagée en musée, centre commercial et résidence de luxe pour 400 millions de dollars[11].

### Yachts
Roman Abramovitch est devenu l'un des plus grands acheteurs de yachts au monde. Il possède l’Eclipse d'une longueur de 162 mètres qu'il rénove en 2015 pour 300 millions de livres (sa valeur est de 1,6 milliard de dollars) et le Solaris (en),  un super yacht de 140 mètres de long et 8 étages (avec héliport) pour un prix de revient de 493 millions d’euros. Il en a possédé quatre autres, le Pelorus, Le Grand Bleu (perdu sur un pari au bénéfice de son associé et ami Eugene Shvidler), l'Ecstasea et le Luna (en). Il possède également trois avions et trois hélicoptères.

## Citoyenneté et séjours

### Demande de permis de séjour en Suisse en 2016
Abramovich a déposé une demande de permis de séjour dans le canton du Valais en juillet 2016, un foyer fiscalement avantageux pour les hommes d'affaires prospères, et prévoyait de transférer sa résidence fiscale dans une commune suisse. Les autorités valaisannes ont immédiatement réceptionné la demande et ont transféré la demande au Secrétariat d'État suisse aux migrations pour approbation. Une fois sur place, les enquêteurs de la police fédérale suisse ont exprimé des soupçons et se sont opposés à la demande. En conséquence, Abramovitch a retiré sa candidature en juin 2017.
Après une saga judiciaire de trois ans, en 2021, les autorités suisses ont blanchi l'homme d'affaires Roman Abramovich de tout soupçon.

## Activités culturelles

### Mécénat et achats sur le marché de l'art
Le Jerusalem Post a qualifié Abramovitch de « méga philanthrope » et de « partisan ardent, de longue date, de la culture juive dans le monde ». Il a été reconnu par le Forum for Jewish Culture and Religion pour sa contribution de plus de 500 millions de dollars aux causes juives en Russie, aux États-Unis, en Grande-Bretagne, au Portugal, en Lituanie, en Israël et ailleurs au cours des 20 dernières années.
Roman Abramovitch a financé une exposition, nommée Quiet Resistance: Russian Pictorial Photography 1900s-1930s, à la galerie Somerset House à Londres. Il a ensuite parrainé une exposition de photographies d'Ouzbékistan par Max Penson qui ouvrit le 29 novembre 2006 dans la même galerie. Olga Sviblova, conservatrice pour ces expositions, affirme que la raison expliquant la générosité d'Abramovitch est un mystère.
Il est par ailleurs l'acheteur supposé d'une œuvre de Picasso (un portrait de Dora Maar) pour 95,2 millions de dollars en 2006, quoique le géorgien Boris Ivanishvili fasse l'objet des mêmes soupçons. Il poursuit vraisemblablement ses achats sur le marché de l'art en 2008, avec l'achat de deux tableaux : l'un de Lucian Freud (« Benefits Supervisor Sleeping ») et l'autre de Francis Bacon, respectivement pour 33,6 millions de dollars (21,38 millions d'euros, record pour un artiste vivant) et pour 88,6 millions de dollars (56,38 millions d'euros, record cette fois pour une œuvre peinte après la Seconde Guerre mondiale).
Abramovich a décidé d'établir une forêt de quelque 25 000 arbres, à la mémoire des Juifs de Lituanie qui ont péri pendant l'Holocauste, ainsi qu'un mémorial virtuel et un hommage aux Juifs lituaniens.
Il a également fait un don substantiel pour la réhabilitation du cimetière juif d'Altona, aujourd'hui un quartier de la ville de Hambourg. Le projet est réalisé par le B'nai B'rith International Portugal en partenariat avec le Chabad de Hambourg.
En 2015, Roman Abramovitch a fait un don d'environ 30 millions de dollars à l'Université de Tel Aviv pour créer un centre innovant de nanosciences et de nanotechnologies, dont le concours international d'architecture a été remporté par l'atelier d'architecture Michel Rémon & associés. Le Centre innovant de nanosciences et de nanotechnologies aspire à devenir l'une des principales installations du Moyen-Orient.
Parmi les autres bénéficiaires d'Abramovich se trouve le centre médical Sheba de Tel Hashomer auquel il a fait un don de plus de 60 millions de dollars pour diverses entreprises de médecine de pointe. Il s'agit notamment de la création d'un nouveau centre de médecine nucléaire de 2 000 m2, des centres Sheba Cancer et Cancer Research, du Pediatric Middle East Congenital Heart Center et du Sheba Heart Center.
Un don qu'Abramovich a fait au Keren Kayemet LeIsrael-Jewish National Fund (KKL-JNF) pour un programme complet de réhabilitation des forêts dans le désert du sud du Néguev, aide à lutter contre la désertification croissante de la région et promeut l'augmentation du tourisme de nature dans la région[réf. nécessaire].
Parallèlement à son activité philanthropique, Abramovich a investi quelque 120 millions de dollars, dans 20 start-ups israéliennes allant de la médecine et des énergies renouvelables aux médias sociaux.
Récemment, en raison de l'augmentation alarmante des cas de COVID-19 en Israël, Abramovich a fait à Sheba un autre don pour une nouvelle unité de soins intensifs souterraine, d'une superficie de 5 400 m2, afin de fournir à Israël une réponse vitale aux crises en cas d'urgence nationale[réf. nécessaire].
Abramovitch contribue en permanence aux initiatives artistiques et culturelles juives, telles que le festival de culture contemporaine M.ART à Tel Aviv.
D'après une enquête du The Guardian, sa collection serait constituée de 367 œuvres pour une valeur de 963 millions de dollars.

### Cinéma
En 2019, il est à l'origine de la création d'un fonds de soutien au cinéma grâce à une fondation baptisée Kinoprime, basée à Moscou. Pourvue d'une enveloppe de 100 millions d’euros sur trois ans, elle doit soutenir des productions russes mais aussi étrangères. Lors de sa présentation, à Cannes, en mai 2019, son directeur général, Anton Malychev, ancien responsable du Fonds fédéral russe pour le cinéma, « avait expliqué qu'Abramovitch s'impliquerait directement dans les projets soutenus par le fonds privé (dont le « conseil d'experts » comporte dix membres) et qu'il lirait certains synopsis de films ». En mars 2020, Roman Abramovitch apparaît comme producteur exécutif au générique de J'accuse, film de Roman Polanski.